# Fröstdalssjön
Fröstdalssjön är en sjö i Örnsköldsviks kommun i Ångermanland och ingår i Nätraåns huvudavrinningsområde. Sjön har en area på 0,588 kvadratkilometer och ligger 54 meter över havet.

## Delavrinningsområde
Fröstdalssjön ingår i det delavrinningsområde (701859-163352) som SMHI kallar för Ovan 701696-163471. Medelhöjden är 74 meter över havet och ytan är 9,19 kvadratkilometer. Räknas de 177 avrinningsområdena uppströms in blir den ackumulerade arean 992,23 kvadratkilometer. Avrinningsområdets utflöde Nätraån mynnar i havet. Avrinningsområdet består mestadels av skog (75 procent). Avrinningsområdet har 0,65 kvadratkilometer vattenytor vilket ger det en sjöprocent på 7,1 procent.